# Clermont-en-Argonne
Clermont-en-Argonne je francouzská obec v departementu Meuse v regionu Grand Est. Žije zde přibližně 1 400 obyvatel. Je centrem kantonu Clermont-en-Argonne.

## Poloha obce

### Sousední obce
| Růžice kompasu | Neuvilly-en-Argonne Le Claon | Aubréville          | Récicourt                                 | Růžice kompasu |
| Růžice kompasu | Le Neufour Les Islettes      | Sever               | Brabant-en-Argonne Brocourt-en-Argonne    | Růžice kompasu |
| Růžice kompasu | Le Neufour Les Islettes      | Clermont-en-Argonne | Brabant-en-Argonne Brocourt-en-Argonne    | Růžice kompasu |
| Růžice kompasu | Le Neufour Les Islettes      | Jih                 | Brabant-en-Argonne Brocourt-en-Argonne    | Růžice kompasu |
| Růžice kompasu | Futeau Beaulieu-en-Argonne   | Rarécourt           | Les Souhesmes-Rampont Ville-sur-Cousances | Růžice kompasu |